# Uber-machine
Uber-Machine är ett mordgalet psyko i serierna om Spindelmannen som hyrs in av ett polskt gäng under ett gängkrig. Han besegrades ganska snabbt av Spindelmannen som manipulerade Uber-Machine och Rhino att börja slåss mot varandra.
- Egenskaper: inga
- Krafter: fysiskt överlägsen på alla nivåer.
- Vapen/utrustning: dräkten som höjer alla fysiska egenskaper.